# Shiroishi Munezane
Shiroishi Munezane est un nom japonais traditionnel ; le nom de famille (ou le nom d'école), Shiroishi, précède donc le prénom (ou le nom d'artiste).
Shiroishi Munezane (白石宗実, 1553 ?-1599) est un samouraï de la période Sengoku jusqu'à l'époque Azuchi Momoyama de l'histoire du Japon, obligé du clan Date. Il porte le titre de cour Wakasa no kami. Munezane sert d'abord Date Terumune et prend part aux dernières campagnes de celui-ci. Après avoir servi Masamune pendant plusieurs années, Munezane reçoit la région de Shiomatsu à titre de fief personnel en 1586.
Lorsque les Date envahissent Aizu trois ans plus tard, Munezane sert sous le commandement de Date Shigezane, qui joue plus tard un rôle actif dans la défaite de la famille Ashina. En récompense de ses services au cours de ce conflit, Munezane se voit accorder le domaine de Mizusawa et des revenus de 15 000 koku. Dans les années 1590, Munezane prend part à l'invasion de la péninsule coréenne par Toyotomi Hideyoshi.
Munezane décède à Fushimi en 1599 à l'âge de 46 ans. Son fils adopté Shiroishi Munenao lui succède.

## Source de la traduction
- (en) Cet article est partiellement ou en totalité issu de l’article de Wikipédia en anglais intitulé « Shiroishi Munezane » (voir la liste des auteurs).